# Campeonato de Escocia de Rugby 2011-12
El Campeonato de Escocia de Rugby (Premiership One) de 2011-12 fue la 39° edición del principal torneo de rugby de Escocia.

## Sistema de disputa
El torneo se disputó en formato de todos contra todos en la que cada equipo enfrentó a cada uno de sus rivales.
Los mejores ocho equipos disputaron la segunda fase en la cual los mejores equipos se enfrentaron nuevamente frente a los rivales de su grupo.
El descenso se definió en un torneo donde los cuatro últimos de la primera división enfrentaron a los cuatro primeros de la segunda división.

## Clasificación
- Incluye los datos de la segunda ronda[1]

| Pos. | Equipo                 | Encuentros | Encuentros | Encuentros | Encuentros | Tantos | Tantos | Tantos | Puntos |
| Pos. | Equipo                 | PJ         | PG         | PE         | PP         | F      | C      | Dif    | Puntos |
| ---- | ---------------------- | ---------- | ---------- | ---------- | ---------- | ------ | ------ | ------ | ------ |
| 1.º  | Melrose RFC            | 18         | 14         | 0          | 4          | 495    | 358    | +137   | 67     |
| 2.º  | Dundee HSFP            | 18         | 13         | 0          | 5          | 480    | 405    | +75    | 62     |
| 3.º  | Gala RFC               | 18         | 12         | 0          | 6          | 414    | 308    | +106   | 58     |
| 4.º  | Stirling County RFC    | 18         | 11         | 1          | 6          | 439    | 397    | +42    | 54     |
| 5.º  | Currie Chieftains      | 18         | 10         | 0          | 8          | 555    | 396    | +159   | 53     |
| 6.º  | Ayr RFC                | 18         | 11         | 0          | 7          | 395    | 377    | +18    | 52     |
| 7.º  | Aberdeen Grammar Rugby | 18         | 7          | 0          | 11         | 402    | 444    | -42    | 36     |
| 8.º  | Boroughmuir RFC        | 18         | 6          | 0          | 12         | 390    | 392    | -2     | 35     |
| 9.º  | Heriot's FP            | 11         | 3          | 0          | 8          | 194    | 266    | -72    | 16     |
| 10.º | Glasgow Hawks          | 11         | 3          | 1          | 7          | 160    | 308    | -148   | 15     |
| 11.º | Edinburgh Accies       | 11         | 2          | 1          | 8          | 196    | 333    | -137   | 14     |
| 12.º | Hawick RFC             | 11         | 0          | 1          | 10         | 152    | 288    | -136   | 7      |

|  | Campeón. |

| Bandera de Escocia  |
| Campeón Melrose RFC |
| Octavo título       |